# ロウレンソ・デ・アルメイダ
ロウレンソ・デ・アルメイダ（Lourenço de Almeida、? - 1508年3月）は、ポルトガルの軍人である。初代インド副王フランシスコ・デ・アルメイダの子。
1505年にフランシスコがインドに赴任した後、ロウレンソは艦隊の指揮官として軍事活動に従事する。フランシスコの命令を受けて通商協定を締結するためにモルディブ諸島の探索を行い、ポルトガルの影響力の拡大に成功する。モルディブへの航海の後、ポルトガル人として初めてセイロン島に渡り、居留地を設置した。
1506年にエジプトのマムルーク朝と同盟を結んだカリカットのザモリンがコーチンのポルトガルの拠点を攻撃するが、ロウレンソはカリカットの艦隊に勝利を収めた。戦勝の後、ロウレンソは包囲を受けていたアンジェディヴァ島の救援に向かうが、兵力が不足していたためにアンジェディヴァ島を放棄し、軍事活動の拠点をコーチンとカナノールに移した。
1507年にロウレンソはチャウル、ダブルの港を攻撃するが、誤ってカナノールの商人ママル・メルカルの甥の船を破壊したため、カナノールの王はカリカットと同盟してポルトガルに敵対する。カナノールの攻撃を受けたポルトガル艦隊は劣勢に立たされるが、同年8月27日にトリスタン・ダ・クーニャの艦隊が到着し、危機を乗り越えた。
インド洋世界で勢力を拡大するポルトガルに対し、マムルーク朝はグジャラート王国と連合してポルトガルを攻撃する計画を立て、フランシスコはロウレンソにグジャラートの攻撃を命じ、8隻の艦船を委ねた。ロウレンソの艦隊とグジャラートの艦隊はディウの港外で3日にわたって交戦するが、兵力の少ないポルトガル軍は敗北を喫する（チャウルの戦い）。ロウレンソは腿を負傷しながらもマストに体を縛り付けて指揮を執り続けたが、背中に弾丸を受けて絶命した。ディウの太守マリーク・アヤースはロウレンソの遺体を丁重に葬り、フランシスコに悔やみの手紙を送った。